# ヴィンス・エベレットシリーズ
ヴィンス・エベレットシリーズとは豊田有恒による小説シリーズ。23世紀のタイムパトロール隊員であるヴィンス・エベレットを中心としたSF小説。

## 概要
ポール・アンダースンによる『タイムパトロール』シリーズを翻訳した豊田有恒がその影響を受けて執筆した小説シリーズ。23世紀のタイムパトロール隊員・ヴィンス・エベレットを中心とする。モンゴル帝国を題材とした2作品と思弁進化を題材とした2作品の計4作品の長編からなり、この他いくつかの短編が執筆された。
『ダイノサウルス作戦』は短編の『過去の翳』（1977年）を元にしたもので、後に二作のアイディアを元にしたジュブナイル作品の『続・時間砲計画』（1978年）が執筆された。
昭和58年に『退魔戦記』がNHKでラジオドラマ化された他、80年代に近藤喜文がアニメ化の構想を持ちイメージボードまで描かれたが実現することはなかった。なお豊田本人はアニメ化企画を近藤の没後に知ったという。

### ヴィンス・エベレット
23世紀のタイムパトロール隊員で白人の長身の男性。髪はブロンド。専門は東アジア史で母語は英語だが日本語、中国語、モンゴル語が流暢に話せる他、朝鮮語もいくらか話せる。長編四作のうちヴィンスが主人公を務めるのは『ダイノサウルス作戦』のみで短編作品でも狂言回しを務めることが多い。

## 作品
モンゴルの残光
成吉思汗紀元838年、世界は黄色人種に支配され、その中心部である支那本土に築かれた強大な元帝国では、蒙古人を核とした黄人たちが奴隷と化した白人や二等市民扱いの倭人などに圧政を敷き、さらに時航機『刻駕』を使い過去と未来までをも支配していた。黄人殺しで追われる身となった白人シグルト・ラルセンは元帝国の打倒を目指す秘密結社「黒耶蘇」に身を置き、歴史改変のために『刻駕』を奪って13世紀末、成宗の代のモンゴルに向かう。シグルドはそこで海山と愛育の二人の皇子と出会い、星卜刺の偽名を使って部下として仕えながら任務遂行の機をうかがうが…。
早川書房、1967年、のちに講談社文庫、ハルキ文庫
退魔戦記
現代の東京に住む脇田俊夫は、急死した父の遺言で代々脇田家に伝えられ、当主が25歳になると読むことになっている古文書の解読にあたるために徳島県の脇町を訪れ、その古文書「退魔戦記」が収められている寺の住職の娘の今泉小夜とともに解読にあたるがそこには驚くべき内容が記されていた。なんと蒙古襲来を目前とした文永十一年(西暦1274年)夏、四国伊予の浜辺に、三人の未来人を乗せた退魔船（タイムマシン）が着陸したのだという。中から現れた三人の未来人は元帝国が支配する世界から逃れて来たと言い、土地の領主・河野通有にこれから日本に攻め込んでくる蒙古への撃退の助力を申し出るが…。
立風書房、1969年、のちハヤカワ文庫、角川文庫、ハルキ文庫
ダイノサウルス作戦
白亜紀後期末に降り立った未来からの調査隊が何者かに襲われ、ソネ教授とその助手が拉致された。タイムパトロール隊員のヴィンス・エベレットは生き残った調査隊員を伴い救出に向かうが、そこで知能を持ち原始的な社会を形成するドロマエオサウルスと遭遇する。さらに人間ではない何者かがタイムマシンを使い襲撃してきたためヴィンスたちはドロマエオサウルスの村に逃げ込み反撃をうかがう。
早川書房、1979年、のち徳間文庫/ハルキ文庫。
カンガルー作戦
現代の日本の鉱山会社に勤める秋野恵介らはオーストラリア辺境でボーキサイト鉱脈の探査中、UFOが墜落するのを目撃する。乗員を救出すると彼は23世紀から来たタイムパトロール隊員のヴィンス・エベレットを名乗り、このあたりで未知のUFOが出没するのでそれを調査中に突然攻撃を受けたのだという。するとそのUFOが現れ中から異形の人物が現れる。秋野らは不意を突いて一人を捕虜にするが調べるとその女は人間に似ていたが人間ではなかった。
徳間文庫、1981年

### 短編集
タイムパトロール極秘ファイルシリーズ（角川書店）
- 異聞・ミッドウェー海戦（1983年）
- 零戦の秘密（1986年）

パチャカマに落ちる陽（ハヤカワ文庫、1974年、のち集英社文庫）
この他に短編多数。